# Isabelle Mouthon-Michellys
Isabelle Mouthon-Michellys (Annecy, 14 de junio de 1966) es una deportista francesa que compitió en triatlón.
Ganó cuatro medallas en el Campeonato Europeo de Triatlón entre los años 1990 y 1995. Además, obtuvo tres medallas en el Campeonato Mundial de Triatlón de Larga Distancia entre los años 1994 y 2000, y tres medallas en el Campeonato Europeo de Triatlón de Media Distancia entre los años 1990 y 1994. En Ironman consiguió una medalla de plata en el Campeonato Mundial de 1995.

## Palmarés internacional
| Campeonato Europeo | Campeonato Europeo   | Campeonato Europeo | Campeonato Europeo |
| Año                | Lugar                | Medalla            | Prueba             |
| ------------------ | -------------------- | ------------------ | ------------------ |
| 1990               | Linz (Austria)       | Medalla de bronce  | Individual         |
| 1991               | Ginebra (Suiza)      | Medalla de oro     | Individual         |
| 1994               | Eichstätt (Alemania) | Medalla de bronce  | Individual         |
| 1995               | Estocolmo (Suecia)   | Medalla de oro     | Individual         |

| Campeonato Europeo | Campeonato Europeo     | Campeonato Europeo | Campeonato Europeo |
| Año                | Lugar                  | Medalla            | Prueba             |
| ------------------ | ---------------------- | ------------------ | ------------------ |
| 1990               | Tréveris (RFA)         | Medalla de oro     | Individual         |
| 1992               | Joroinen (Finlandia)   | Medalla de plata   | Individual         |
| 1994               | Novo Mesto (Eslovenia) | Medalla de oro     | Individual         |

| Campeonato Mundial | Campeonato Mundial | Campeonato Mundial | Campeonato Mundial |
| Año                | Lugar              | Medalla            | Prueba             |
| ------------------ | ------------------ | ------------------ | ------------------ |
| 1994               | Niza (Francia)     | Medalla de oro     | Individual         |
| 1997               | Niza (Francia)     | Medalla de plata   | Individual         |
| 2000               | Niza (Francia)     | Medalla de oro     | Individual         |

| Campeonato Mundial | Campeonato Mundial     | Campeonato Mundial | Campeonato Mundial |
| Año                | Lugar                  | Medalla            | Prueba             |
| ------------------ | ---------------------- | ------------------ | ------------------ |
| 1995               | Hawái (Estados Unidos) | Medalla de plata   | Individual         |